# Buccanodon duchaillui
El barbudo pintado (Buccanodon duchaillui) es una especie de ave piciforme de la familia de los barbudos africanos (Lybiidae). Es la única especie del género monotípico Buccanodon. 
Es encontrado en Angola,  Camerún, República Centroafricana, República del Congo, República Democrática del Congo, Costa de Marfil, Guinea Ecuatorial, Gabón, Ghana, Guinea, Kenia, Liberia, Nigeria, Sierra Leona, Tanzania, y Uganda.